# Ruth Lüthi

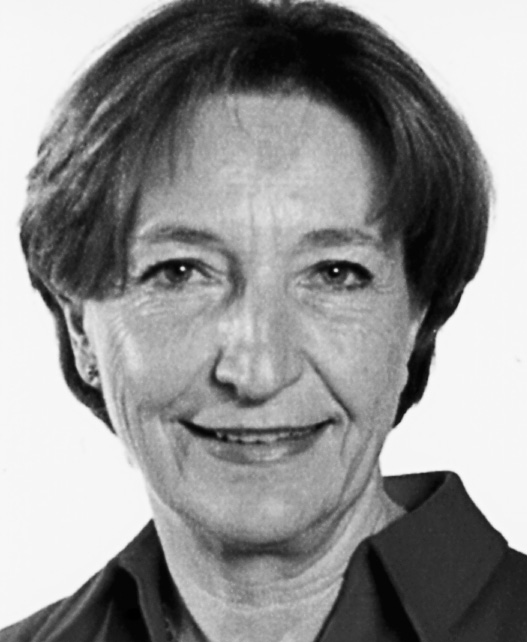
Ruth Lüthi

Ruth Lüthi (* 14. September 1947 in Grenchen) ist eine Schweizer Politikerin (SP) und ehemalige Staatsrätin des Kantons Freiburg.

## Leben
Ruth Lüthi arbeitete als Lehrerin, bevor sie an der Universität Bern ein Studium der Psychologie begann, das sie 1990 mit dem Doktorat abschloss.
Sie wurde 1988 in den Grossen Rat des Kantons Freiburg gewählt. 1991 wurde sie Freiburger Staatsrätin und übernahm das Departement für Gesundheit und Soziales. Sie gehörte dem Staatsrat 15 Jahre an. Bei der Bundesratswahl 2002 kandidierte sie erfolglos als Nachfolgerin von Ruth Dreifuss.
Von 1999 bis 2007 gehörte Ruth Lüthi dem Bankrat der Schweizerischen Nationalbank an, seit 2003 als Vizepräsidentin. Im Jahr 2007 ernannte sie der Bundesrat zur Präsidentin der Eidgenössischen AHV/IV-Kommission, welche den Bundesrat bei Fragen zur Alters- und Hinterlassenenversicherung und Invalidenversicherung berät.

## Werke
- Der Einfluss von Erfahrungen und Erinnerungen auf den Aufbau und die Veränderung von Selbstkognitionen. 1990. (Diss. phil.-hist. Univ. Bern).